# My Legends I
『My Legends I』（マイ・レジェンズ・ワン）は、前田亘輝の初のミニ・アルバム。2018年2月14日にSony Music Associated Recordsから発売された。規格品番：AICL-3485/6（DVD付初回盤）・AICL-3487（通常盤）。

## 概要
1997年『HARD PLESSED』以来10年2ヶ月振りの新作にして、ソロ・デビュー30周年記念作品。
各界の専門家を迎え、前田がデビュー間もない頃から抱き続けてきた憧れの人々（= Legends）との競演作。伊集院静から3曲書き下ろしの歌詞提供があり加納典明はビジュアル面をプロデュース。前田は歌唱・作曲に専念。近藤真彦の「愚か者」カバーも収録した、これまでの前田ソロとは一線を画す作品。
収録曲全てのInstrumentalが収録されており、初回限定盤には「真冬のライオン」のミュージック・ビデオを収録したDVDが同梱されている。
各配信サイトでのダウンロード配信及びサブスクリプション配信では、3曲目の「愚か者」と7曲目「愚か者 -Instrumental-」の2曲を抜いた、全6曲のSelected Edition仕様として配信されている。このため、この2曲は現在も本作のCD盤にしか聴く事が出来ない。

## 収録曲
| #         | タイトル                                | 作詞      | 作曲      | 編曲               | 時間  |
| --------- | --------------------------------------- | --------- | --------- | ------------------ | ----- |
| 1.        | 「真冬のライオン」                      | 伊集院静  | UNI       | UNI                | 4:03  |
| 2.        | 「でく」                                | 伊集院静  | 前田亘輝  | susumu-k           | 4:30  |
| 3.        | 「愚か者」                              | 伊達歩    | 井上堯之  | 前田亘輝、福原将宜 | 4:34  |
| 4.        | 「みんながダイヤモンド」                | 伊集院静  | 前田亘輝  | susumu-k           | 4:10  |
| 5.        | 「真冬のライオン -Instrumental-」       |           | UNI       | UNI                | 4:03  |
| 6.        | 「でく -Instrumental-」                 |           | 前田亘輝  | susumu-k           | 4:31  |
| 7.        | 「愚か者 -Instrumental-」               |           | 井上堯之  | 前田亘輝、福原将宜 | 4:33  |
| 8.        | 「みんながダイヤモンド -Instrumental-」 |           | 前田亘輝  | susumu-k           | 4:07  |
| 合計時間: | 合計時間:                               | 合計時間: | 合計時間: | 合計時間:          | 34:31 |

| #  | タイトル                        | 作詞     | 作曲 | 編曲 |
| -- | ------------------------------- | -------- | ---- | ---- |
| 1. | 「真冬のライオン」(Music Video) | 伊集院静 | UNI  | UNI  |

## 参加ミュージシャン
- 島村英二・河村カースケ智康（ドラム）
- 今剛（ギター）
- 高水健司（ベース）
- 小島良喜（キーボード）
- 斉藤ノヴ（パーカッション）
- 大黒摩季・坪倉唯子（コーラス）